# Mebendazol
El mebendazol, comercializado como Ovex, Vermox, Lomper y otros, es un fármaco benzimidazol usado para tratar infecciones por parásitos incluyendo oxiuros, nematodos, cestodos, Ancylostoma duodenale, Trichuris trichiura, Ascaris lumbricoides, Necator americanus y en el tratamiento de la esquistosomiasis y toxocariasis, en infecciones de uno o más tipos de microorganismos a la vez. Farmacológicamente está clasificado dentro del grupo de los antiparasitarios, subgrupo de los antihelmínticos.

## Mecanismo
Mebendazol (C16H13N3O3)  causa  alteraciones degenerativas en el tegumento y en las células intestinales de los helmintos, mediante su unión al sitio sensible a la colchicina de la tubulina, y por lo tanto inhibe su polimerización, y la consecuente formación de microtúbulos. La pérdida de microtúbulos citoplasmáticos deteriora la absorción de glucosa de los estados adultos y larvarios de los parásitos susceptibles, y agota sus reservas de glucógeno. 
Los cambios degenerativos en el retículo endoplasmático, la mitocondria de la capa germinal, y la subsecuente liberación de lisosomas produce una disminución en la producción de adenosina trifosfato (ATP), o sea de la energía requerida por el helminto para sobrevivir. Debido a la disminución de la producción de energía, el parásito se inmoviliza y termina muriendo.

## Farmacocinética
El mebendazol se absorbe de manera limitada en el tracto gastrointestinal (aproximadamente 5 a 10 %). La absorción se ve aumentada si se administra conjuntamente con alimentos grasos.
Se une a proteínas en un 90-95 %. 
Se metaboliza en mayor medida en el hígado. El principal metabolito es el 2-amino-5-benzoilbenzimidazol, pero también se metaboliza a derivados inactivos hidroxilados e hidroxiaminados. Ningún metabolito tiene acción antihelmíntica. En el hombre, aproximadamente el 2 % del mebendazol administrado se excreta en orina. El resto se excreta en heces, como la droga no metabolizada o su metabolito primario. La vida media es de 2.5 a 5.5 horas en pacientes con función hepática normal, y de 35 horas en pacientes con patologías hepáticas (colestasis).

## Toxicidad
La toxicidad aguda oral (DL50) es de 620 mg/kg en ratón. Los síntomas de sobredosis incluyen enzimas hepáticas elevadas, dolor de cabeza, pérdida de pelo, neutropenia, fiebre y prurito.

## Dosis
Dosis oral de 100 mg cada 12 horas durante 3 días, aunque algunas veces es una única dosis de 500 mg, seguida por otra dosis de 500 mg tras dos semanas si la infección no ha terminado. La dosis puede variar dependiendo del tipo de parásito con el que el sujeto esté infectado.